# Periklís Kakusis
Perikles Kakousis (en griego Περικλής Κακούσης, 1879 -?) Fue un levantador de pesas griego que tomó parte en los Juegos Olímpicos de 1904, en Saint Louis, y los Juegos Intercalados de 1906, en Atenas.
En 1904 ganó la medalla de oro en la prueba de levantamiento a dos manos, mientras que dos años más tarde, en 1906, finalizó sexto en la misma prueba.